# Jauza

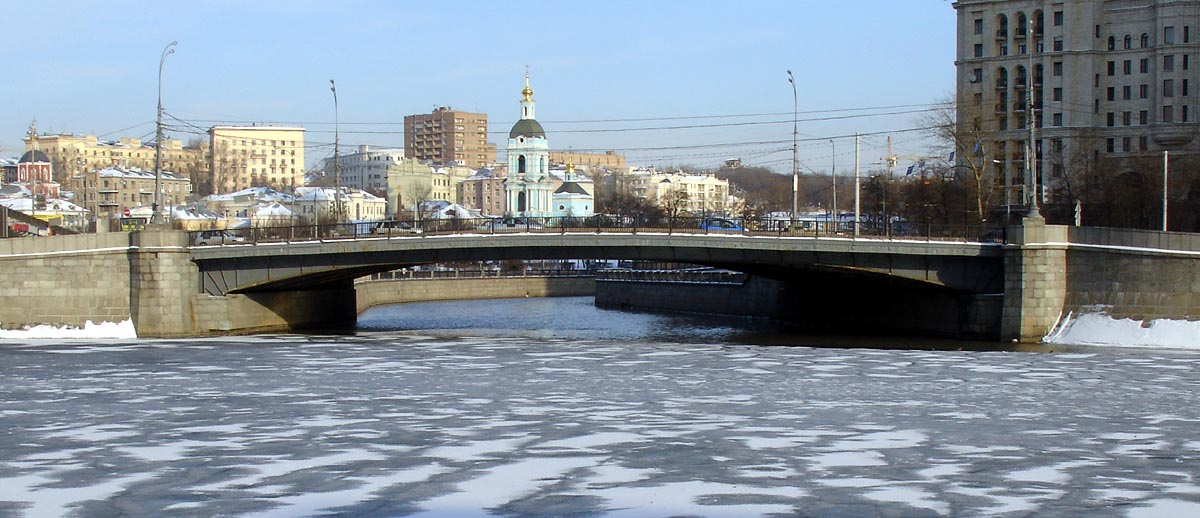
Jauzas mynning vid Malyj Ustinskij-bron om vintern.

Jauza (ryska: Яуза), är en flod i Moskva oblast och staden Moskva i Ryssland. Den är en biflod till Moskvafloden och flyter samman med denna mitt i staden, vid Malyj Ustinskij-bron omkring 2 km öster om Kreml. 
Floden är 48 km lång och rinner upp i Losinij Ostrov nationalpark nordost om Moskva.
Asteroiden 5887 Yauza är uppkallad efter floden.